# Mecklenburgisches Folklorezentrum
Das Mecklenburgische Folklorezentrum (MFZ) in Rostock war eine staatliche Einrichtung der DDR für die drei Nordbezirke Rostock, Neubrandenburg und Schwerin zur Pflege der niederdeutschen Sprache und regionaler Traditionen. Das Zentrum wurde 1978 gegründet und war bis zum Ende der DDR beim Bezirkskabinett für Kulturarbeit in Rostock angesiedelt. Im Juli 1990 formierte sich aus dem MFZ das Volkskulturinstitut für Mecklenburg und Vorpommern. Dieses ist seit 1991 Teil des Landesverbandes Mecklenburg-Vorpommern im Kulturbund e.V., welcher seinen Sitz in Potsdam hat und im Rahmen der Vereinsstrukturen ehrenamtlich arbeitet.

## Gründung
Das Sekretariat des ZK der SED und der Ministerrat der DDR beschlossen am 3. Februar 1977 bzw. am 22. Februar 1977 „Maßnahmen zur Förderung des künstlerischen Volksschaffens“. Mit diesen Beschlüssen wurde der Rat des Bezirkes Rostock beauftragt, in Zusammenarbeit mit den Räten der Bezirke Schwerin und Neubrandenburg bis 1978 ein Zentrum zur Pflege der Mecklenburgischen Folklore zu bilden. In Rostock wurde der entsprechende Beschluss am 31. März 1978 gefasst. Das Gründungsstatut unterschrieben die Mitglieder des Rates für Kultur der drei Nordbezirke. Damit wurde das Ziel verfolgt, die Aneignung und Pflege des kulturellen Erbes als Teil der sozialistischen Kulturpolitik der DDR durchzusetzen. Das Zentrum sollte zur Erforschung, Bewahrung und Aneignung der Mecklenburgischen Folklore beitragen, aber auch „offensiv die ideologische Auseinandersetzung über den Mißbrauch der deutschen Folklore durch den Imperialismus führen“.
Die Gründung wurde in einer Arbeitsgruppe vorbereitet, die sich bereits Ende 1976 in Rostock unter der Leitung von Hans-Joachim Theil konstituierte. Theil war in jener Zeit wissenschaftlicher Mitarbeiter des Generalintendanten Hanns Anselm Perten am  Volkstheater Rostock. Der vorläufigen Arbeitsgruppe gehörten die Ratsmitglieder der Kulturabteilungen der drei Bezirke oder von ihnen benannte Vertreter, Mitarbeiter der drei Bezirkskabinette für Kulturarbeit und Fachleute aus den drei Nordbezirken an. Darunter waren der Sprachwissenschaftler Hans-Joachim Gernentz und Arnold Hückstädt, der Leiter des Fritz-Reuter-Literaturmuseums in Stavenhagen. Hinzu kamen Vertreter der Bezirksarbeitsgemeinschaften niederdeutscher Bühnen und weitere Personen, die entweder beruflich oder von ihren künstlerischen Neigungen her mit der Pflege niederdeutscher Traditionen vertraut waren. Rostock wurde zum Sitz des MFZ bestellt wegen der Nähe zu wichtigen Forschungsstätten, wie z. B. der Universität, der volkskundlichen Abteilung der Akademie der Wissenschaften der DDR und des Mecklenburgischen Wörterbuches. Das MFZ war eingebettet in die SED-Kulturpolitik. In einem Zeitungsinterview äußerte Theil: „In diesem Sinne halten wir es für notwendig, die Anstrengungen all jener Einrichtungen, denen die Förderung und Pflege des Niederdeutschen am Herzen liegt, und die sich bemühen das progressive niederdeutsche Erbe für unsere sozialistische Gesellschaft weiterzuentwickeln und ihr nutzbar zu machen, zu konzentrieren und effektiv zu gestalten.“ Die Leitung des MFZ übernahm nach der Gründung im Frühjahr 1978 Irmgard Müller. Einem MFZ-Beirat unter dem Vorsitz von Theil gehörten Vertreter von Arbeitsgemeinschaften künstlerischer Volkskunstkollektive, wissenschaftlicher Einrichtungen, Hochschulen sowie volkskundlicher Museen und Archiven an. Zuletzt stand das MFZ unter der Leitung von Marion Schmidt. Vorsitzende des wissenschaftlich-künstlerischen Beirates war zuletzt die Volkskundlerin Heike Müns, ihr Vorgänger der Schauspieler Uwe-Detlev Jessen vom Volkstheater Rostock. Aus- und Weiterbildung der Volkstanzkollektive erfolgte in den Bezirkskulturakademien.

## Wirken
Einen Schwerpunkt der Arbeit des MFZ bildete die Beschäftigung mit der Mundart, der niederdeutschen Sprache, besonders der niederdeutschen Literatur. Das MFZ unterstützte niederdeutsch Schreibende, niederdeutsche Bühnen, Freundeskreise des Kulturbundes und literarische Arbeitsgemeinschaften im Bereich der außerunterrichtlichen Volksbildung. Organisiert wurden niederdeutsche Autoren- und Bühnentage, die Talentwettbewerbe „Wi snacken platt“, niederdeutsche Liederfeste und sonstige traditionelle Regionalveranstaltungen. Das MFZ erarbeitete Konzeptionen für Bühnenprogramme und für die Pflege und Weiterentwicklung von Sitten und Bräuchen, allerdings mit dem parteitreuen Anspruch auf eine „sozialistische Fest- und Feiergestaltung“. Regionale Folklorefestivals wurden 1980 in Stralsund und 1985 in Schwerin organisiert. Wirksam wurde das MFZ auch durch eine Vielzahl von Publikationen mit Anleitungen für die Folklorepflege.

## Kooperation
Im Umfeld einer im August 1987 besiegelten deutsch-deutschen Städtepartnerschaft zwischen den Hansestädten Rostock und Bremen gab es auch eine Kooperation zwischen dem Mecklenburgischen Folklorezentrum und dem Institut für niederdeutsche Sprache. Sie wurde durch ausdrückliche Genehmigung durch den DDR-Staatsratsvorsitzenden Erich Honecker persönlich ermöglicht und war zuvor am 1. Juli 1987 in einem Gespräch zwischen dem Bremer Bürgermeister Klaus Wedemeier und Honecker vereinbart worden. Die Zusammenarbeit beider Institutionen führte 1988 zu ersten gegenseitigen Besuchen. Im März nahmen die beiden Geschäftsführer aus Bremen an den Niederdeutschen Autorentagen in Rostock teil. Im Juni empfingen die Bremer mit „großem Bahnhof“ und mit Besuchen in Hamburg, Glückstadt, Ratzeburg und Heide eine MFZ-Delegation aus Rostock. Die Kooperation stand von Beginn an unter Beobachtung der Rostocker Bezirksverwaltung der Staatssicherheit, die dafür als bevorzugte Quelle den IME „Monika Turm“, Marion Schmidt, Leiterin des MFZ, nutzte. Das Fritz Reuter Literaturarchiv Hans-Joachim Griephan Berlin verfügt über eine umfangreiche Dokumentation und Materialsammlung (Chronik der Kooperation INS/MFZ).

## Veröffentlichungen (Auswahl)
- Reise, Quartier in Gottesnaam, 1981, Literarisches Veranstaltungsmaterial
- Karl Baumgarten: Kleine mecklenburgische Bauernhaus-Fibel, 1981
- Stickmustervorlagen: mecklenburgische Stickereien, 1982
- För lütt Lüd: mecklenburgische Spiele, Geschichten, Lieder und Tänze für Kinder, 1983
- Erntebrauchtum einst und jetzt, 1984
- Mecklenburgische Rezepte, 1985
- Uppen Dörpen bün ick buren, Merk-Würdigkeiten in Mecklenburg: biographische Skizzen zur regionalen Literaturgeschichte, 1987